# Vellozia macarenensis
Vellozia macarenensis là một loài thực vật có hoa trong họ Velloziaceae. Loài này được Philipson miêu tả khoa học đầu tiên năm 1952.